# Heinrich Rose
Heinrich Rose (6 d'agost de 1795, Berlín, Alemanya - 27 de gener de 1864, Berlín) fou un mineralogista i químic analític alemany que descobrí el niobi.
Heinrich Rose era germà del també mineralogista Gustav Rose i fill del farmacèutic Valentin Rose. Heinrich Rose fou professor a la Universitat de Berlín des de 1823. El 1845 descobrí l'element químic, que ell anomenà niobi a partir de Níobe, la filla de Tàntal, personatge de la mitologia grega, demostrant que era diferent del tàntal. Charles Hatchett havia descobert el 1801 un suposat nou element químic en la columbita, un mineral on coexisteixen niobi i tàntal, i que Hatchett havia anomenat "columbi". En la mateixa publicació també proposava el descobriment d'un altre element químic, que anomenà “pelopi”, a partir de Pèlops, heroi de la mitologia grega, fill de Tàntal i Dione, i que havia descobert en el mineral tantalita. Investigacions posteriors van identificar aquest suposat nou element com una barreja de tàntal i el niobi. Durant molts d'anys coexistiren els dos noms niobi i columbi per designar el mateix element químic, i la IUPAC assignà finalment el nom de niobi el 1950. El 1830, fou elegit membre estranger de l'Acadèmia Sueca Reial de Ciències.